# 31. ceremonia wręczenia Złotych Globów
Złote Globy za 1973 rok odbyły się 28 stycznia 1974 r. w Beverly Hilton Hotel w Los Angeles.
Nagrodę im. Cecila DeMille za całokształt twórczości otrzymał Bette Davis.
Nagrodę Henrietty dla najbardziej popularnych aktorów otrzymali Marlon Brando i Elizabeth Taylor.
Laureaci:

## Kino

### Najlepszy film dramatyczny
Egzorcysta, reż William Friedkin

nominacje:
- Przepustka dla marynarza, reż. Mark Rydell
- Dzień Szakala, reż. Fred Zinnemann
- Ocalić tygrysa, reż. John G. Avildsen
- Serpico, reż. Sidney Lumet
- Ostatnie tango w Paryżu, reż. Bernardo Bertolucci

### Najlepsza komedia lub musical
Amerykańskie graffiti, reż. George Lucas

nominacje:
- Jesus Christ Superstar, reż. Norman Jewison
- Papierowy księżyc, reż. Peter Bogdanovich
- Tom Sawyer, reż. Don Taylor
- Miłość w godzinach nadliczbowych, reż. Melvin Frank

### Najlepszy aktor dramatyczny
Al Pacino – Serpico

nominacje:
- Robert Blake – Pechowa Electra Glide
- Jack Nicholson – Ostatnie zadanie
- Steve McQueen – Papillon
- Jack Lemmon – Ocalić tygrysa

### Najlepsza aktorka dramatyczna
Marsha Mason – Przepustka dla marynarza

nominacje:
- Elizabeth Taylor – Środa popielcowa
- Ellen Burstyn – Egzorcysta
- Joanne Woodward – Summer Wishes, Winter Dreams
- Barbra Streisand – Tacy byliśmy

### Najlepszy aktor w komedii lub musicalu
George Segal – Miłość w godzinach nadliczbowych

nominacje:
- Richard Dreyfuss – Amerykańskie graffiti
- Carl Anderson – Jesus Christ Superstar
- Ted Neeley – Jesus Christ Superstar
- Ryan O’Neal – Papierowy księżyc

### Najlepsza aktorka w komedii lub musicalu
Glenda Jackson – Miłość w godzinach nadliczbowych

nominacje:
- Liv Ullmann – Czterdzieści karatów
- Cloris Leachman – Charley and the Angel
- Yvonne Elliman – Jesus Christ Superstar
- Tatum O’Neal – Papierowy księżyc

### Najlepszy aktor drugoplanowy
John Houseman – Papierowy księżyc

nominacje:
- Max von Sydow – Egzorcysta
- Randy Quaid – Ostatnie zadanie
- Jack Gilford – Ocalić tygrysa
- Martin Balsam – Summer Wishes, Winter Dreams

### Najlepsza aktorka drugoplanowa
Linda Blair – Egzorcysta

nominacje:
- Kate Reid – Delikatna równowaga
- Valentina Cortese – Noc amerykańska
- Madeline Kahn – Papierowy księżyc
- Sylvia Sidney – Summer Wishes, Winter Dreams

### Najlepsza reżyseria
William Friedkin – Egzorcysta

nominacje:
- George Lucas – Amerykańskie graffiti
- Fred Zinnemann – Dzień Szakala
- Peter Bogdanovich – Papierowy księżyc
- Bernardo Bertolucci – Ostatnie tango w Paryżu

### Najlepszy scenariusz
William Peter Blatty – Egzorcysta

nominacje:
- Darryl Ponicsan – Przepustka dla marynarza
- Kenneth Ross – Dzień Szakala
- David S. Ward – Żądło
- Melvin Frank i Jack Rose – Miłość w godzinach nadliczbowych

### Najlepsza muzyka
Neil Diamond – Jonathan Livingston Seagull

nominacje:
- Michel Legrand – Breezy
- John Williams – Przepustka dla marynarza
- Georges Delerue – Dzień delfina
- Alan Price – Szczęśliwy człowiek
- Richard M. Sherman, Robert B. Sherman – Tom Sawyer

### Najlepsza piosenka
„The Way We Were” – Tacy byliśmy – muzyka: Marvin Hamlisch; słowa: Alan Bergman i Marilyn Bergman

nominacje:
- „Breezy’s Song” – Breezy – muzyka: Michel Legrand; słowa: Alan Bergman i Marilyn Bergman
- „Lonely Looking Sky” – Jonathan Livingston Seagull – muzyka i słowa: Neil Diamond
- „Rosa Rosa” – Kazablan – muzyka: Dov Seltzer; słowa: Chaim Chefer
- „Send a Little Love My Way” – Taka była Oklahoma – muzyka: Henry Mancini; słowa: Hal David
- „All That Love Went to Waste” – Miłość w godzinach nadliczbowych – muzyka: George Barrie; słowa: Sammy Cahn

### Najlepszy film zagraniczny
Przechodzień, reż. Maximilian Schell  RFN

nominacje:
- Alfredo, Alfredo, reż. Pietro Germi  Włochy
- Kazablan, reż. Menahem Golan  Izrael
- Noc amerykańska, reż. François Truffaut  Francja
- Stan oblężenia, reż. Costa-Gavras  Francja

### Najlepszy film dokumentalny
nominacje:

### Najlepszy debiut – aktor
Paul Le Mat – Amerykańskie graffiti

nominacje:
- Kirk Calloway – Przepustka dla marynarza
- Robby Benson – Jeremy
- Carl Anderson – Jesus Christ Superstar
- Ted Neeley – Jesus Christ Superstar

### Najlepszy debiut – aktorka
Tatum O’Neal – Papierowy księżyc

nominacje:
- Kay Lenz – Freezy
- Michelle Phillips – Dillinger
- Linda Blair – Egzorcysta
- Barbara Sigel – Time to Run